# Stanley Smith Stevens
Stanley Smith Stevens (4 de novembro de 1906 - 18 de janeiro de 1973) foi um psicólogo norte-americano que fundou o Laboratório Psicoacústico de Harvard, estudando psicoacústica, e é creditado com a introdução da lei de potência de Stevens. Stevens foi o autor de um livro marcante, o Handbook of Experimental Psychology (1951), com mais de 1.400 páginas. Ele também foi um dos organizadores fundadores da Sociedade Psiconômica. Em 1946, ele introduziu uma teoria de níveis de medição amplamente utilizada pelos cientistas, mas cujo uso em algumas áreas da estatística tem sido criticado. Além disso, Stevens desempenhou um papel fundamental no desenvolvimento do uso de definições operacionais em psicologia.
Uma pesquisa da Review of General Psychology, publicada em 2002, classificou Stevens como o 52º psicólogo mais citado do século XX. Ele foi membro da Academia Americana de Artes e Ciências, da Academia Nacional de Ciências dos Estados Unidos, e da Sociedade Filosófica Americana.

## Obra
O trabalho experimental e teórico de Stevens se concentrou principalmente nas áreas de psicofísica e psicoacústica. Uma de suas contribuições mais influentes foi a definição de uma escala de medição definida por quatro tipos: Nominal, Ordinal, Intervalo e Razão. (veja Escala (estatística).